# ابوزیدآباد
ابوزیدآباد مرکز بخش کویرات و شهری از توابع این بخش در شهرستان آران و بیدگل استان اصفهان ایران است.

## سرآغاز
ابوزیدآباد (نام محلی: بیزُوُی "Bizovoy") و روستاهای پیرامون آن حسین‌آباد شیبانی، قاسم‌آباد، یزدلان، کاغذی، امین آباد، محمدآباد، ریجن، علی‌آباد، شهریاری و فخره در ۳۰ کیلومتری جنوب شرقی کاشان، در جلگه ای هموار در شهرستان آران و بیدگل واقع شده است. بخش ابوزید آباد بین ۳۳ درجه و ۵۰ دقیقه تا ۳۳ درجه و ۵۵ دقیقه عرض شمالی و ۵۱ درجه و ۴۰ دقیقه تا ۵۱ درجه و ۵۲ دقیقه طول شرقی قرار دارد. حسین‌آباد شیبانی در جنوب شرقی‌ترین قسمت این محدوده واقع شده است. ریجن و شهریاری و فخره شمالی‌ترین و امین‌آباد غربی‌ترین مرز این محدوده را تشکیل داده‌اند. نام این منطقه در زبان محلی، بیزُوُی می‌باشد و مردم کاشان و آران و بیدگل و فارسی زبانان تا دلیجان آن را بوز آباد می‌خوانند.

## زبان
مردم ابوزیدآباد با منظومهٔ روستاهای پیرامون به گویش بیذوی (بیزُوُی "Bizovoy" صحیح است) که یکی از گویش‌های زبان راژی در شاخهٔ زبان‌های ایران مرکزی است سخن می‌گویند

## محیط زیست
پناهگاه حیات وحش یخاب از زیستگاه‌های حفاظت شده گونه‌های نادر جانوری و گیاهی ایران، در گستره ابوزیدآباد قرار دارد
چاله زباله شهرستان کاشان در اراضی ابوزیدآباد، از منظر زیست‌محیطی، همواره جنجال‌برانگیز بوده است

## جمعیت
دیرینه‌ترین شماری که از باشندگان ابوزیدآباد ادعا شده، 《در سال ۱۲۹۶ هجری قمری، ۸۰۶ تن مرکب از ۲۲۵ مرد، ۲۴۸ زن و ۳۳۳ کودک بوده است. 》 اگرچه پیشتر بسیاری از مردمانش در زلزله ویرانگر دوران زند (۲۴ آذر ۱۱۵۷ خورشیدی) از بین رفته بوده‌اند.
بر پایه سرشماری عمومی نفوس و مسکن در سال ۱۳۳۵ جمعیت این ناحیه ۷۳۶ نفر بوده است.
بر پایه سرشماری عمومی نفوس و مسکن در سال ۱۳۹۵ جمعیت این شهر ۵٬۹۷۶ نفر (۱٬۷۸۴ خانوار) بوده است.

## اقتصاد
مردم منطقه عمدتاً از راه کشاورزی، دامپروری و بافندگی روزگار می‌گذرانده‌اند.
اکنون ابوزیدآباد یکی از قطب‌های تولید پسته در سطح استان اصفهان است. همچنین کار در مراکز صنعتی و تولیدی شهرهای مجاور، بخش قابل توجهی از نیاز نیروی کار به اشتغال را مرتفع کرده است.

## میراث فرهنگی و گردشگری
بارزترین میراث فرهنگی این منطقه، گویش کهن آن است.
از آثار تاریخی ابوزیدآباد و بخش کویرات می‌توان قلعه کرشاهی، کاروانسرای شاه عباسی، میدان تاریخی قندی، قلعهٔ گرماب، قلعه و کاروانسرای سفیدآب، مجموعهٔ ثبت شده خواجه شامل آب انبار، مسجد، گرمابه و خانقاه، خانه باغ‌های چهار ایوان (چار پشکم) و شبکهٔ آبیاری کاریزی را نام برد.
سیازگه نخستین ایستگاه اکوتوریسم و کویر نوردی در شمال ابوزیدآباد است در دهه نود خورشیدی با گسترش و رسانه ای شدن بوم گردی در این منطقه، اقامتگاه‌هایی ساخته شده که ابوزیدآباد را از درآمد گردشگری بهره‌مند کرده است.

### اقامتگاه‌ها
- کاروانسرای شاه عباسی ابوزیدآباد
- کاروانسرای شهریاران در روستای شهریاری
- هتل یلو در روستای یزدلان

اقامتگاه ایران ساربان
- و مجموعه ای از خانه‌های سنتی برای اسکان مسافر.
- اقامتگاه کوشک کویر در روستای یزدلان

## بحران آب
به لحاظ تاریخی، شریان حیاتی دشت ابوزیدآباد، رشته کاریزهایی بوده است که با حفر بی‌رویه چاه‌های عمیق و فرونشست کارکرد خود را از دست داده‌اند. 《حفر این چاه‌های عمیق و نیمه عمیق، بعضاً بدون مطالعه کافی، با صرف هزینه‌های هنگفت بوده و چنان‌که باید بازده اقتصادی ندارند. 》
حسین خراسانی زاده، دکترای مکانیک سیالات و عضو هیئت علمی دانشگاه کاشان گفته است:《بیشترین واگذاری زمین توسط امور اراضی (جهاد سازندگی کاشان) در منطقه ابوزیدآباد بوده است. در سال ۱۳۵۷ مجموع چاه‌های آب در کل منطقه ابوزیدآباد از سیلو به آن طرف سیزده حلقه بوده است. ۶ چاه نیمه عمیق و ۷ چاه عمیق. حالا (زمان مصاحبه سال ۱۳۹۰) در منطقه ابوزیدآباد که فخره جزو آنجاست، ۵۰۰ حلقه چاه عمیق و نیمه عمیق حفر شده است و با پمپ‌های قوی آب از زیرزمین بالا کشیده می‌شود. 》

## ترابری
ایستگاه راه‌آهن سرخ گل در هشت کیلومتری جنوب ابوزیدآباد واقع است. همچنین فاصله مرکز شهر تا راه ترانزیتی کاشان-یزد ۹km و تا آزادراه کاشان-اصفهان ۲۶km است.
خط ویژه تاکسی ابوزیدآباد به کاشان که تحت نظارت شهرداری است، تنها امکان آمد و شد همگانی است.

## شهر پیکر

### کوی‌های پیشینی
- رودی
  - در زبان محلی رودی به معنی توی دِه است.
- پِشته یا پشت ده
- سره یا سرگاه
- کرشاهی

### کوی‌های نوین
- دولت‌آباد
- مسکن مهر
- ولیعصر

### شهرداری
بنیان شهرداری ابوزیدآباد از سال ۱۳۷۷ خورشیدی است.

### آموزش

#### آموزشگاه‌ها
نخستین آموزشگاه دولتی ابوزیدآباد در سال ۱۳۱۹ خورشیدی با نام دبستان عنصری بنیان گذاشته شد. پیش از آن سوادآموزی در ابوزیدآباد به گونهٔ سنتی و مکتب خانه ای بوده است.

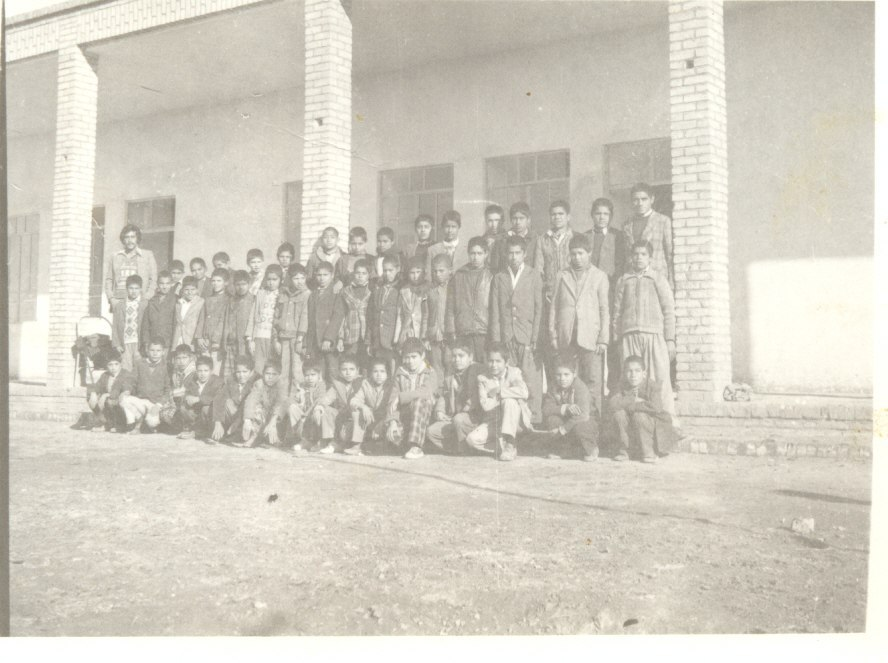
دبستان عنصری ابوزیدآباد، دهه پنجاه خورشیدی، تصویر از آلبوم علی باقری

اکنون ابوزیدآباد دارای آموزشگاه‌های دخترانه و پسرانه تا پایان دوره متوسطه است.

#### کتابخانه
کتابخانه عمومی شهدای ابوزیدآباد در زمینی با یک هزار و ۵۰۰ مترمربع و زیر بنای ۷۷۵ مترمربع در بهمن ماه سال ۱۳۹۸ گشایش و به بهره‌برداری رسید و در حال حاضر علاقمندان و دوستداران کتاب شهر ابوزیدآباد از خدمات دهی آن مرکز بهره‌مند می‌شوند. کتابخانه دارای بخش‌های مختلف از قبیل مخزن کتاب، مرجع، کودک و نوجوان، کمک درسی، سالن‌های مطالعه به صورت مجزا برای زنان و مردان می‌باشد.

#### دیگر
دارالقرآن ابوزیدآباد مؤسسه ای غیرانتفاعی در حوزه آموزش است که در کنار کتابخانه ساخته شده است.

### مراکز بهداشتی و درمانی
- مرکز خدمات درمانی ابوزیدآباد
- پایگاه اورژانس جاده ای ابوزیدآباد
- داروخانه‌های بخش خصوصی
- پایگاه بهداشت و سلامت ابوزیدآباد